# Drone (musique)
Pour les articles homonymes, voir Drone (homonymie).
Genres associés
Drone metal, doom metal, musique minimaliste
Le drone, drone ambient, ambient drone,, ou musique drone,, est un genre musical minimaliste faisant essentiellement usage de bourdons (drones en anglais), utilisant des sons, notes et clusters maintenus ou répétés. Il est typiquement caractérisé par de longues plages musicales présentant peu de variations harmoniques.

## Histoire
De la musique rythmée ou très lente contenant des bourdons, appelée « musique drone »,, peut être trouvée à de nombreux endroits dans le monde, comme dans la musique jouée avec des cornemuses écossaises ; la musique australienne jouée au didjeridoo, et la musique carnatique et hindoustanie, notamment. La répétition des tons, imitant supposément la cornemuse,,, est utilisée dans toutes sortes de formes et genres musicaux.
Le genre moderne également appelé drone, (appelée « dronology » par certains ouvrages, labels et disquaires) est souvent attribué aux artistes proches de la musique underground et du post-rock ou de la musique expérimentale. Le drone caractérise également les genres minimalistes, dark ambient, drone doom/drone metal, et bruitistes.

## Exemples

### Années 1950
- Yves Klein : Symphonie Monoton-Silence (1947-1948, jouée en 1960), est une œuvre pour orchestre de 40 minutes dont le premier mouvement est un drone invariable de 20 minutes (le second mouvement étant un silence de 20 minutes)[16] .
- La Monte Young : Trio for Strings (1958) qu'il décrit comme «  la première œuvre dans l'histoire de la musique complètement composée de longues tonalités maintenues et de silences  »[17] .
- Giacinto Scelsi : Quattro pezzi su una nota sola (1959) et de nombreuses œuvres ultérieures, tant par Scelsi que ses disciples et contemporains dans le milieu de la composition spectrale (Iannis Xenakis, Iancu Dumitrescu, etc.).

### Années 1960–1970
- La Monte Young / Theater of Eternal Music : plusieurs œuvres basées sur des drones, tant en solo qu'avec John Cale, Tony Conrad, Marian Zazeela, Terry Riley, Angus MacLise, Terry Jennings ou Billy Name.
- The Red Crayola : Free Form Freak-Out conduisant à Pink Stainless Tale, sur l'album Parable of Arable Land (1967).
- Éliane Radigue , compositrice française à la croisée de la musique concrète spectrale et électronique qui fonde son œuvre sur l'utilisation d'abord de larsen puis de drone.
- Entre la fin des années 1960 et les années 1980, plusieurs œuvres de compositeurs minimalistes et d'artistes comme Yoshimasa Wada (The Rise and Fall of the Elephantine Serpentine), Tony Conrad et Faust (Outside the Dream Sydicate), Terry Fox (Berlino), Harry Bertoia, Jon Gibson (Two Solo Pieces), Charlemagne Palestine (Four Manifestations on Six Elements), David Hykes (Hearing Solar Winds , Pauline Oliveros (Horse Sings From Cloud), Alvin Lucier (Music on a Long, Thin Wire), Harley Gaber (The Wind Rises in the North), Stuart Dempster (In the Great Abbey of Clement VI) ou Remko Scha (Machine Guitars). Tous utilisent un matériau harmonique lent, maintenu et au timbre dense pour la totalité de plusieurs de leurs œuvres.
- Kraftwerk : le premier album du groupe, Kraftwerk (1970), comporte plusieurs exemples de drone  : les quatre minutes d'introduction à Stratovarius , le drone d'orgue de la majeure partie de Megaherz , la première moitié de Vom Himmel Hoch .
- Klaus Schulze : Irrlicht (1972)[18] , et dans une moindre mesure Cyborg (1973)[19] .
- Tangerine Dream : Zeit (1972), ainsi que le mélange de drone et de musique planante sur Phaedra (1974).
- Fripp et Eno : les 21 minutes de drone ambient de The Heavenly Music Corporation sur (No Pussyfooting) (1973), les 28 minutes de An Index of Metals sur Evening Star (1975).
- Miles Davis : les six dernières minutes d'Agharta et Pangaea (1975).
- Jon Hassell : Vernal Equinox (1977)

### Années 1980–1990
- Robert Rich : Sunyata (1982), Trances (1983), Drones (1983)
- Steve Roach : Structures from Silence (1984)
- Coil : How to Destroy Angels (1984 en EP, 1992 en album), Time Machines (1998), ainsi que de nombreuses pistes sur d'autres albums.
- Aphex Twin : certaines plages de Selected Ambient Works Volume II (1994), comme [spots] ou [tassels].
- Swans : Soundtracks for the Blind (1996).
- Labradford  : Prazision (1994).
- Gas : tous ses albums depuis Gas (1996) jusqu'à Pop (2000)
- Stars of the Lid : la majeure partie des albums du groupe, depuis Music for Nitrous Oxide (1995) et Gravitational Pull vs. the Desire for an Aquatic Life (1996) jusqu'à The Tired Sounds of Stars of the Lid (2001) et Stars of the Lid and Their Refinement of the Decline (2007).
- Gescom : Minidisc (1998), dont la moitié des pistes sont du drone ambient.

### Années 2000–2010
- Radiohead : Treefingers, sur Kid A (2000).
- Thomas Köner : notamment l'album Daikan (2002).
- Steve Roden
- Biosphere : la moitié de Shenzhou (2002), Autour de la Lune (2004).
- Boards of Canada : Corsair, sur Geogaddi (2002).
- Wilco : Less Than You Think, sur A Ghost Is Born (2004).
- Godspeed You! Black Emperor : Lambs' Breath sur Asunder, Sweet and Other Distress (2015).
- Divers groupes de dark ambient, musique bruitiste, musique post-industrielle et musique d'improvisation, comme Autopsia, Die Krupps, KK Null, Zoviet France, Hototogisu de Matthew Bower, C.C.C.C., Merzbow, Wapstan.
- Natural Snow Buildings
- Phill Niblock
- Leif Elggren (en)
- Éliane Radigue
- Maeror Tri (en)
- Sunn O))) (et son membre fondateur Stephen O'Malley)
- Earth
- Double Leopards
- Windy & Carl (en)
- Troum (en)
- Mirko Uhlig (de)
- House of Low Culture (en)
- Growing (en)
- Cisfinitum (en)
- Lingua Ignota